# Юдит Стара
Юдит Стара (на немски: Judith die Ältere; Judith von Backnang; † 27 септември 1091, Салерно, Италия) е съпруга на маркграф Херман I от Верона, от род Церинги – основателят на линията на маркграфовете на Баден.

## Живот
За нея се знае само, че е от германските югозападни благороднически фамилии. Произлиза вероятно от херцог Велф IV, чийто баща притежава тогава Херцогство Каринтия, или е дъщеря на граф на Калв, или незаконна дъщеря на граф Хесо II фон Зюлхгау.
Тя занася като зестра град Бакнанг. След като съпругът ѝ през 1073 г. се оттегля в манастир Клуни, тя се оттегля от светския живот, подарява голяма част от наследството си на манастир Хирсау, води живот като светия и по-късно отива в Салерно при папа Урбан II, където умира през 1091 г. Погребана е в Бакнанг.

## Деца
Тя е майка на:
- Херман (II) (* 1060, † 7 октомври 1130) – първият, който се нарича маркграф на Баден
- Луитгард фом Бризгау († сл. 3 юни 1110), омъжена за граф Бертхолд I фон Хоенберг „Стари“ († 3 март 1110).